# Jörg Ahrens
Jörg Ahrens (* 18. Juli 1967 in Hannover) ist ein Generalarzt des Heeres der Bundeswehr. Er ist seit April 2024 Unterabteilungsleiter Einsatzbereitschaft und Unterstützung Streitkräfte III im Bundesministerium der Verteidigung.

## Militärische Laufbahn
Ahrens trat 1986 in die Bundeswehr ein. Nach seiner Ausbildung zum Sanitätssoldaten und zum Reserveoffizieranwärter erfolgte der Laufbahnwechsel zum Sanitätsoffizier-Anwärter. Von 1989 bis 1995 studierte er Humanmedizin an der Universität Göttingen, woran sich bis 1999 die Weiterbildung zum Allgemeinmediziner anschloss, welche er mit Promotion und Facharzt-Anerkennung abschloss. Ab 1999 bekleidete Ahrens verschiedene Dienstposten in der Truppe, so als Truppenarzt und Fliegerarzt des Heeresfliegerregiments 16 (bis 2000) und als Kompaniechef im gemischten Lazarettregiment 11 bis 2002. Anschließend erfolgte seine erste Ämterverwendung im Personalamt der Bundeswehr (PersABw IV 2). 2004 wechselte Ahrens in seine erste ministerielle Verwendung als Referent im Führungsstab des Sanitätsdienstes (Fü San II 3). Ab 2009 erfolgten erneut Ämterverwendungen: bis 2011 als Abteilungsleiter G1 im Sanitätsführungskommando und danach als Dezernatsleiter PersABw IV 2 bzw. Referatsleiter BAPersBw II 4.2 bis 2013. Danach war Ahrens als Leiter des Facharztzentrums des Sanitätsunterstützungszentrums Wilhelmshavens wieder in einer Truppenverwendung, bevor er mehrere Dienstposten im Kommando Regionale Sanitätsdienstliche Unterstützung (Kdo RegSanU) innehatte: zunächst ab 2014 als Gruppenleiter G 3.2 und im Anschluss ab 2015 als Chef des Stabes. 2018 folgten weitere Verwendungen im Verteidigungsministerium als Referatsgruppenleiter FüSK III 6 und FüSK San (ab 2019). Zwischen April 2020 und April 2023 war Ahrens Kommandeur im Bundeswehrkrankenhaus Ulm. Seit dem 1. April 2023 ist Ahrens der Beauftragte des Bundesministeriums der Verteidigung für einsatzbedingte posttraumatische Belastungsstörungen und Einsatztraumatisierte (Beauftragter PTBS). Im April 2024 wurde er zum Unterabteilungsleiter Einsatzbereitschaft und Unterstützung Streitkräfte (EBU) III ernannt.

### Auslandseinsätze
Ahrens nahm an mehreren Auslandseinsätzen teil:
- KFOR (1999)
- ISAF (2013–2014)

### Auszeichnungen
Ahrens ist Träger folgender Auszeichnungen:
- Ehrenkreuz der Bundeswehr in Silber
- Einsatzmedaille der Bundeswehr (KFOR, ISAF)
- NATO-Medaille (KFOR, ISAF)

## Privates
Ahrens ist verheiratet und hat 3 Kinder.